# Prapatna
Prapatna ist eine kleine Ortschaft und Fischerdorf an der Nordküste der kroatischen Insel Hvar. Sie zählt jetzt als Stadtteil von Jelsa und liegt in einer kleinen Bucht der kroatischen Adriaküste im Mittelmeer.
Die steile und unzugängliche Felsküste der Insel machte sie seit der Antike zum idealen Schlupfwinkel für Piraten und Schmuggler. In der Gegenwart leben die Bewohner von Tourismus und Fischfang.